# Danh sách đĩa nhạc của Darin
Đây là danh sách các đĩa nhạc của Darin, là ca sĩ-nhạc sĩ người Thụy Điển. Anh đã phát hành được 9 album phòng thu, 41 đĩa đơn chính thức bao gồm cả những đĩa đơn chỉ phát hành dưới định dạng tải kỹ thuật số. Danh sách này còn bao gồm album không chính thức của anh ấy là Darin Zanyar; nó được phát hành trước khi anh tham gia show truyền hình "Thần tượng âm nhạc Thụy Điển".

## Album

### Album phòng thu
| 2002                                                                           | Darin Zanyar - Năm phát hành: 2002 - Nhãn hiệu: Độc lập phát hành - Kiểu phát hành: CD                                                           | —  | —  | —  | - N/A           |
| 2005                                                                           | The Anthem - Ngày phát hành: Ngày 16 tháng 2 năm 2005 - Nhãn hiệu: RCA/BMG (82876 67652 2) - Kiểu phát hành: CD, Tải kỹ thuật số                 | 1  | —  | —  | - SWE: Bạch kim |
| 2005                                                                           | Darin - Ngày phát hành: Ngày 28 tháng 9 năm 2005 - Nhãn hiệu: Columbia/Sony Music (828767365428) - Kiểu phát hành: CD, Tải kỹ thuật số           | 1  | 13 | —  | - SWE: Bạch kim |
| 2006                                                                           | Break the News - Ngày phát hành: Ngày 22 tháng 11 năm 2006 - Nhãn hiệu: Columbia/Sony Music (8869701596-2) - Kiểu phát hành: CD, Tải kỹ thuật số | 1  | —  | 89 | - SWE: Vàng     |
| 2008                                                                           | Flashback - Ngày phát hành: Ngày 3 tháng 12 năm 2008 - Nhãn hiệu: Epic (88697415982) - Kiểu phát hành: CD, Tải kỹ thuật số                       | 10 | —  | —  | —               |
| 2010                                                                           | Lovekiller - Ngày phát hành: Ngày 18 tháng 8 năm 2010 - Nhãn hiệu: Universal Music (060252745612) - Kiểu phát hành: CD, Tải kỹ thuật số          | 1  | —  | —  | - SWE: Bạch kim |
| 2013                                                                           | Exit - Ngày phát hành: Ngày 30 tháng 1 năm 2013 - Nhãn hiệu: Universal Music (060253728170) - Kiểu phát hành: CD, Tải kỹ thuật số                | 1  | —  | —  | - SWE: Vàng     |
| "—" bài hát không lọt được vào bảng xếp hạng hoặc không được phát hành tại đó. | |    |    |    |                 |

### Album tổng hợp
| Năm  | Tên album | Vị trí cao nhất | Vị trí cao nhất |
| Năm  | Tên album | SWE             |                 |
| ---- | --- | --------------- | --------------- |
| 2011 | Original Album Classics - Ngày phát hành: Ngày 24 tháng 1 năm 2011 - Nhãn hiệu: Sony Music Entertainment - Kiểu phát hành: CD     | —               |                 |
| 2012 | The Collection - Ngày phát hành: Ngày 2 tháng 11 năm 2012 - Nhãn hiệu: Sony Music Entertainment - Kiểu phát hành: Tải kỹ thuật số | —               |                 |
| 2012 | Det Bästa Av - Ngày phát hành: Ngày 21 tháng 11 năm 2012 - Nhãn hiệu: Epic - Kiểu phát hành: CD                                   | —               |                 |
| 2013 | Tolkningarna - Ngày phát hành: Ngày 1 tháng 1 năm 2013 - Nhãn hiệu: Universal Music - Kiểu phát hành: Tải kỹ thuật số             | 43              |                 |

## Đĩa đơn
| Năm  | Đĩa đơn                                  | Vị trí cao nhất | Vị trí cao nhất   | Vị trí cao nhất | Vị trí cao nhất | Vị trí cao nhất | Vị trí cao nhất | Vị trí cao nhất | Album            |
| Năm  | Đĩa đơn                                  | SWE             | SWE (DigiListan)1 | FIN             | GER             | AUT             | BEL (Flanders)  | BEL (Wallonia)  | Album            |
| ---- | ---------------------------------------- | --------------- | ----------------- | --------------- | --------------- | --------------- | --------------- | --------------- | ---------------- |
| 2005 | "Money for Nothing"                      | 1               | 1                 | -               | -               | -               | -               | -               | The Anthem       |
| 2005 | "Why Does It Rain"                       | 5               | 5                 | -               | -               | -               | -               | -               | The Anthem       |
| 2005 | "Step Up"                                | 1               | 1                 | 9               | -               | -               | -               | -               | Darin            |
| 2005 | "Who's That Girl"                        | 6               | 6                 | 20              | -               | -               | -               | -               | Darin            |
| 2006 | "Want Ya!"                               | 4               | 4                 | 8               | -               | -               | -               | -               | Darin            |
| 2006 | "Perfect"                                | 3               | 3                 | 4               | -               | -               | -               | -               | Break the News   |
| 2007 | "Everything But the Girl"                | 38              | 45                | -               | -               | -               | -               | -               | Break the News   |
| 2007 | "Desire"                                 | -               | -                 | -               | 53              | -               | -               | -               | Break the News   |
| 2007 | "Insanity"                               | -               | -                 | -               | 20              | 47              | -               | -               | Break the News   |
| 2008 | "Breathing Your Love" (feat. Kat DeLuna) | 2               | 1                 | 13              | -               | -               | -               | -               | Flashback        |
| 2009 | "See U at the Club"                      | 12              | 11                | -               | -               | -               | -               | -               | Flashback        |
| 2009 | "Runaway"                                | 11              | 9                 | -               | -               | -               | -               | -               | Flashback        |
| 2009 | "What If"                                | 51              | 49                | -               | -               | -               | -               | -               | Flashback        |
| 2009 | "Karma"                                  | -               | -                 | -               | -               | -               | -               | -               | Flashback        |
| 2009 | "Viva la Vida"                           | 1               | 1                 | -               | -               | -               | -               | -               | Lovekiller       |
| 2010 | "You're Out of My Life"                  | 3               | 3                 | -               | -               | -               | -               | -               | Lovekiller       |
| 2010 | "Can't Stop Love"                        | 13              | 13                | -               | -               | -               | -               | -               | Lovekiller       |
| 2010 | "Lovekiller"                             | 6               | 5                 | -               | -               | -               | -               | -               | Lovekiller       |
| 2012 | "Nobody Knows"                           | -               | 1                 | -               | -               | -               | -               | -               | Exit             |
| 2013 | "Playing With Fire"                      | 28              | 10                | -               | -               | -               | -               | -               | Exit             |
| 2013 | "So Yours"                               | -               | 27                | -               | -               | -               |                 |                 | Non-album single |
| 2013 | "Check You Out"                          | -               | -                 | -               | -               | -               | -               | -               | Exit             |
| 2014 | "Dream Away" (Eagle-Eye Cherry & Darin)  | 55              | -                 | -               | -               | -               | -               | -               |                  |

## Bài hát khác
| Năm  | Tên bài hát                    | Vị trí xếp hạng | Vị trí xếp hạng  | Album          |
| Năm  | Tên bài hát                    | SWE             | SWE (DigiListan) | Album          |
| ---- | ------------------------------ | --------------- | ---------------- | -------------- |
| 2006 | "Homeless"                     | 52              | 52               | Break The News |
| 2009 | "Seasons Fly"                  | 57              | 55               | Flashback      |
| 2010 | "Microphone"                   | 15              | 14               | Lovekiller     |
| 2012 | "Stockholm"                    | 13              | 4                | Tolkningarna   |
| 2012 | "En apa som liknar dig"        | 1               | 1                | Tolkningarna   |
| 2012 | "I Can't Get You Off My Mind"  | 36              | 7                | Tolkningarna   |
| 2012 | "Astrologen"                   | 2               | 1                | Tolkningarna   |
| 2012 | "Magdalena (Livet före döden)" | -               | 31               | Tolkningarna   |
| 2012 | "Seven Days a Week"            | 36              | 4                | Tolkningarna   |
| 2013 | "Give Me Tonight"              | -               | 14               | Exit           |